# 臺中市立豐陽國民中學
臺中市立豐陽國民中學，簡稱豐陽國中，是一所位於臺灣臺中市豐原區的市立國民中學。地處豐原最東邊，也是豐原最早見到太陽的國中，取名豐陽，亦為該區最晚設立的國中。

## 歷任校長
1. 白璋（1996年8月－2004年7月）
2. 林明裕（2004年8月－2011年7月）
3. 鄧詩勳（2011年8月－2018年7月）
4. 蔡瑞昌（2018年8月－）

## 外部連結
- 台中市立豐陽國民中學  （页面存档备份，存于）